# Giáo hoàng Sêvêrinô
Sêvêrinô (Tiếng Latinh: Severinus) là vị giáo hoàng thứ 71 của giáo hội công giáo. Theo niên giám tòa thánh năm 1806 thì ông đắc cử Giáo hoàng vào năm 640 và cai quản giáo hội trong một thời gian rất ngắn chỉ kéo dài có 3 tháng 4 ngày. Niên giám năm 2003 xác định triều đại của ông kéo dài từ ngày 28 tháng 5 năm 640 cho tới ngày 2 tháng 8 năm 640.
Truyền thống cho rằng Severinus sinh tại Rôma. Ông đã được bầu làm Giáo hoàng vào ngày 2 tháng 10 năm 638, nhưng vì những lý do không rõ ràng, chỉ được tấn phong vào ngày 28 tháng 5 năm 640. Trong triều đại của ông đã có những bất hoà nghiêm trọng giữa hoàng đế Heraclius của đế quốc Byzantine (610 – 641) và Giáo hoàng, vì ông kết án phe lạc giáo monoteletic.
Mặc dù triều đại của ông rất ngắn ngủi, không đầy ba tháng nhưng ông cũng đã lên án sắc lệnh trình bày tín lý (Ecthèse) bênh vực các thuyết nhất ý của Heraclius I, người chiến thắng dân Ba Tư nhưng lại thua dân Ả Rập. Hoàng đế Heraclius I, liên kết về mặt chính trị với Sergiô (thượng phụ Constantinôpôli) ra lệnh cho tất cả thần dân của ông tán thành tập công thức thuyết Nhất ý do ông soạn thảo, tập Ecthèse (Bản trình bày tín lý).
Ngày 28 tháng 5 do một sứ điệp hòa giải của Severinus gửi đến cho Heraclius I, lệnh cấm được dỡ bỏ và Giáo hoàng được tấn phong. Severinus và hàng giáo sĩ lúc bấy giờ phong tỏa các tài sản dùng để trả lương cho các đoàn quân Byzantine phụ trách bảo vệ Rôma. Hoàng đế yêu cầu người đại diện của ông ở Ravenna chiếm lấy kho tàng Giáo hoàng, cướp phá đền thờ Thánh Joannes Lateranus và lâu đài Lateranus. Ngân khố của Giáo hoàng bị hoàng đế Heraclius cướp bóc vì thù hằn.
Hai tháng sau, ông từ trần, kiệt sức vì sự đau đớn và những thử thách vất vả này vào ngày 12 tháng 8 năm 640. Tuy vậy, Giáo hoàng cũng đã có thời gian để cho làm mới lại tranh ghép mảnh của hậu cung thánh Thánh đường thánh Phêrô.